# Hastighetsåkning på skridskor vid olympiska vinterspelen 1928

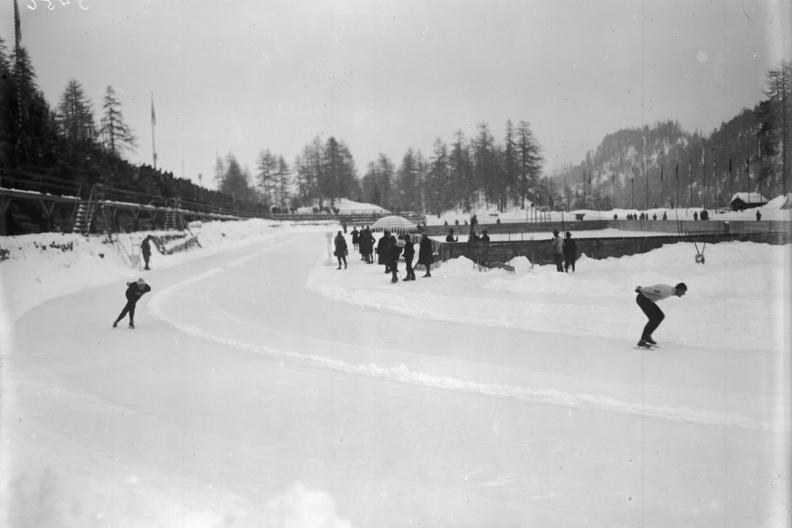
Carlson och Mayke.

Resultaten från tävlingarna i Hastighetsåkning på skridskor vid olympiska vinterspelen 1928 i Sankt Moritz, Graubünden, Schweiz. Det hölls fyra olika tävlingar, alla för män. Men tävlingen i 10 000 meter ställdes in då förhållandena hade försämrat isen. Tävlingarna hölls måndagen den 13 februari 1928 och tisdagen den 14 februari 1928.

## Medaljer
| Gren                     | Guld                                              | Guld                                              | Silver                                            | Silver       | Brons                 | Brons  |
| 500 meter Detaljer...    | Bernt Evensen Norge                               | 43,4                                              | inte utdelad                                      | inte utdelad | John Farrell USA      | 43,6   |
| 500 meter Detaljer...    | Clas Thunberg Finland                             | 43,4                                              | inte utdelad                                      | inte utdelad | Jaakko Friman Finland | 43,6   |
| 500 meter Detaljer...    | Clas Thunberg Finland                             | 43,4                                              | inte utdelad                                      | inte utdelad | Roald Larsen Norge    | 43,6   |
| 1 500 meter Detaljer...  | Clas Thunberg Finland                             | 2:21,1                                            | Bernt Evensen Norge                               | 2:21,9       | Ivar Ballangrud Norge | 2:22,6 |
| 5 000 meter Detaljer...  | Ivar Ballangrud Norge                             | 8:50,5                                            | Julius Skutnabb Finland                           | 8:59,1       | Bernt Evensen Norge   | 9:00,1 |
| 10 000 meter Detaljer... | Tävlingen avbröts på grund av att isen blev dålig | Tävlingen avbröts på grund av att isen blev dålig | Tävlingen avbröts på grund av att isen blev dålig |              |                       |        |

## Deltagare
Totalt deltog 40 åkare från 14 länder:
- Estland (2)
- Finland (6)
- Frankrike (2)
- Kanada (3)
- Lettland (1)
- Litauen (1)
- Nederländerna (2)
- Norge (8)
- Storbritannien (3)
- Sverige (1)
- Tyskland (3)
- Ungern (1)
- USA (4)
- Österrike (3)

## Medaljligan
| Pl. | Nation  | Guld | Silver | Brons | Totalt |
| --- | ------- | ---- | ------ | ----- | ------ |
| 1   | Norge   | 2    | 1      | 3     | 6      |
| 2   | Finland | 2    | 1      | 1     | 4      |
| 3   | USA     | 0    | 0      | 1     | 1      |